# Aleuron volatica
Aleuron volatica är en fjärilsart som beskrevs av James Brackenridge Clemens 1859. Aleuron volatica ingår i släktet Aleuron och familjen svärmare. Inga underarter finns listade i Catalogue of Life.